# Rudolf Pühringer

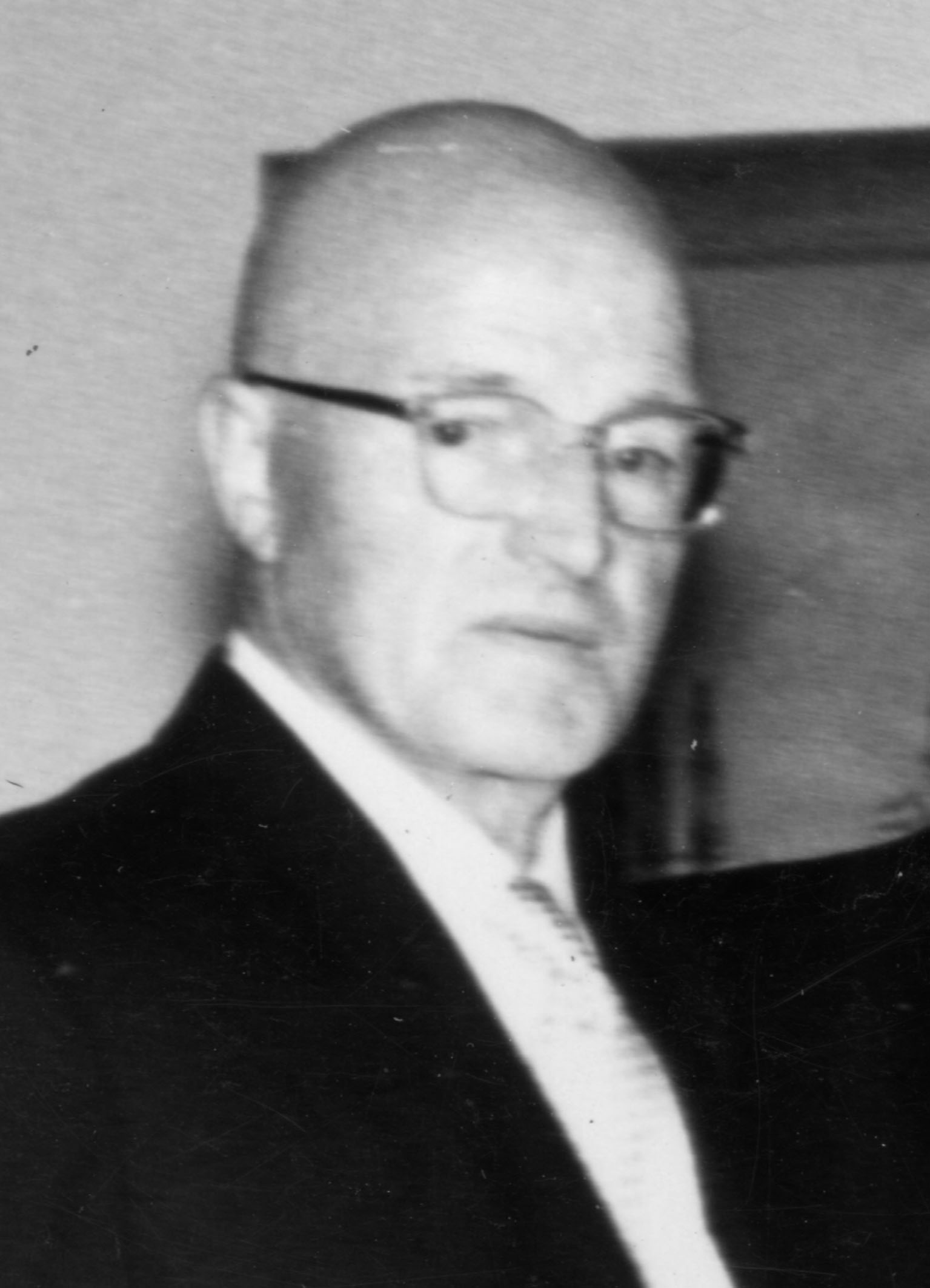
Rudolf Pühringer

Rudolf Pühringer (* 14. März 1891 in Amstetten; † 6. Dezember 1969 in Wien) war ein österreichischer Kunsthistoriker, Maler und Direktor des Heeresgeschichtlichen Museums.

## Leben
In Amstetten als Sohn des Kanzleidirektors Johann Pühringer geboren, besuchte Rudolf Pühringer ab 1891 das Gymnasium in Wels. Danach absolvierte er die Artilleriekadettenschule in Traiskirchen (1904–1908) und wurde am 18. August 1912 zum Fähnrich ernannt. Nach Brixen zum oberösterreichisch-salzburgischen k.u.k. Festungsartillerie-Bataillon Nr. 1 versetzt, wurde er am 1. Mai 1914 zum Leutnant befördert und nahm mit diesem Rang an den Kämpfen des Ersten Weltkrieges teil, zuletzt war er Oberleutnant. Nach Kriegsende wurde er in das Österreichische Bundesheer übernommen. Er schied als Hauptmann aus.
Am 30. November 1920 bekam er eine Stelle als Kurator im Österreichischen Heeresmuseum (heute: Heeresgeschichtliches Museum) und übernahm in weiterer Folge die Leitung über die Kunstsammlung des Museums. Ab 1922 studierte er Kunstgeschichte an der Universität Wien, parallel dazu bildete er sich als Gastschüler an der Akademie der bildenden Künste und der Wiener Kunstgewerbeschule zum Maler aus. Bereits in den Jahren von 1919 bis 1923 nahm er an Kollektivausstellungen des Wiener Künstlerhauses teil, u. a. an der Jubiläumsausstellung des Jahres 1921. Darüber hinaus absolvierte er den 34. Kurs am Institut für Österreichische Geschichtsforschung, wobei Alfons Lhotsky und Heimito von Doderer seine Kurskollegen waren. 1927 promovierte er zum Doktor der Philosophie.
Nach dem Anschluss Österreichs wurde Pühringer als Offizier im Rang eines Hauptmanns in die Wehrmacht übernommen und am 1. Dezember 1938 als Sachbearbeiter zur Dienststelle des Chefs der Heeresmuseen nach Berlin versetzt. Mit Beginn des Zweiten Weltkriegs erfolgte seine Versetzung zur Artillerie, wo er als Kommandeur mehrerer Artillerie-Einheiten der Wehrmacht u. a. im Mittelabschnitt der Ostfront eingesetzt wurde. Am 1. April 1941 erhielt er die Beförderung zum Oberst. Wegen einer schweren Verwundung wurde er frontuntauglich und daher wieder zum Chef der Heeresmuseen nach Berlin zurückversetzt, bei der er in den letzten Kriegswochen noch zum Generalmajor befördert wurde.
Nach Kriegsende widmete sich Pühringer wieder verstärkt der Malerei. So wurden seine Werke 1949 im Rahmen der Oberösterreichischen Landesausstellung mit dem Titel Erde im Kosmos der Öffentlichkeit präsentiert. Zu dieser Zeit konnte sich Pühringer bereits als anerkannter und vielseitiger Maler etablieren, dessen Porträt- und Landschaftsbilder wiederholt auch im Wiener Künstlerhaus der Nachkriegszeit ausgestellt wurden. Er malte primär österreichische und italienische Landschaften, in der Regel mit topographischer Genauigkeit, wobei die Stimmung in seinen Bildmotiven an jene des Caspar David Friedrich erinnert. Pühringer hatte insbesondere eine Vorliebe für monumentale Gestaltung, seine Gemälde sind zumeist großformatig.
In den Jahren von 1950 bis 1956 war Rudolf Pühringer Direktor des Wiener Heeresgeschichtlichen Museums im Arsenal. In dieser Zeit leitete und organisierte er den Wiederaufbau des während des Zweiten Weltkriegs stark zerstörten Museums, so dass dieses noch unter seiner Direktorenschaft am 24. Juni 1955 wiedereröffnet werden konnte.
Im Herbst 1955 ging Pühringer in Pension und wandte sich wiederum seiner Malerei zu, ehe er am 6. Dezember 1969 in Wien an einem Herzinfarkt verstarb. Er wurde am Ortsfriedhof im oberösterreichischen Grieskirchen beigesetzt. Nach seinem Tod wurden seine Werke noch in mehreren Ausstellungen gewürdigt, wovon die herausragendste 1995 die Personalausstellung in der Oberösterreichischen Landesgalerie war. Seine Werke befinden sich heute in der Österreichischen Galerie Belvedere, im Oberösterreichischen und Niederösterreichischen Landesmuseum und bei der Adalbert Stifter-Gesellschaft in Linz.
Er war mit der Kunsthistorikerin Leonore Pühringer-Zwanowetz (1917–1986) verheiratet und ein Schwager des Wirtschaftshistorikers Georg Zwanowetz.

## Werke (Auswahl)
- Der Berg, 1949, Tempera, 130 × 180 cm[10]
- Der Wald, 1945, Öl auf Holzfaserplatte, 162 × 120 cm[11]
- Die große Landschaft, 1947, Öl auf Holzfaserplatte, 109×160 cm
- Donauschlinge, 1959, Öl auf Pressspanplatte, 164×110 cm
- Ernte, 1945, Öl auf Pressspanplatte, 94×74 cm
- Stadt in den Albanerbergen, 1958, Öl auf Pressspanplatte, 165×130 cm
- Forum Romanum I, 1956, Öl auf Pressspanplatte, 195×150 cm
- Pfarrkirche Cavalese, 1967, Öl auf Pressspanplatte, 142×85 cm

## Schriften (Auswahl)
- Denkmäler der früh- und hochromanischen Baukunst. In: Denkschriften der Akademie der Wissenschaften in Wien. Band 70, Wien 1931.
- Der romanische Dom von Salzburg. In: Festschrift zum 300. Jubiläums des Domes zu Salzburg. Salzburg 1928.

## Auszeichnungen (Stand 1933)
- Erinnerungskreuz 1912–1913
- Verwundetenmedaille
- Karl-Truppenkreuz
- Bronzene Militär-Verdienstmedaille am Bande des Militärverdienstkreuzes mit Schwertern
- Silberne Militär-Verdienstmedaille am Bande des Militärverdienstkreuzes mit Schwertern
- Silberne Militär-Verdienstmedaille am Bande des Militärverdienstkreuzes mit Schwertern
- Militärverdienstkreuz III. Klasse, Kriegsdekoration mit Schwertern